# Вандиш (муніципальне утворення «Урдомське»)
Вандиш (рос. Вандыш) — селище в Ленському районі Архангельської області Російської Федерації.
Населення становить 2 особи. Входить до складу муніципального утворення Урдомське поселення.

## Історія
Від 2004 року входить до складу муніципального утворення Урдомське поселення.

## Населення
| 2002 | 2010 | 2012 |
| ---- | ---- | ---- |
| 65   | ↘22  | ↘2   |